# Rudolf Krohn (Heimatforscher)

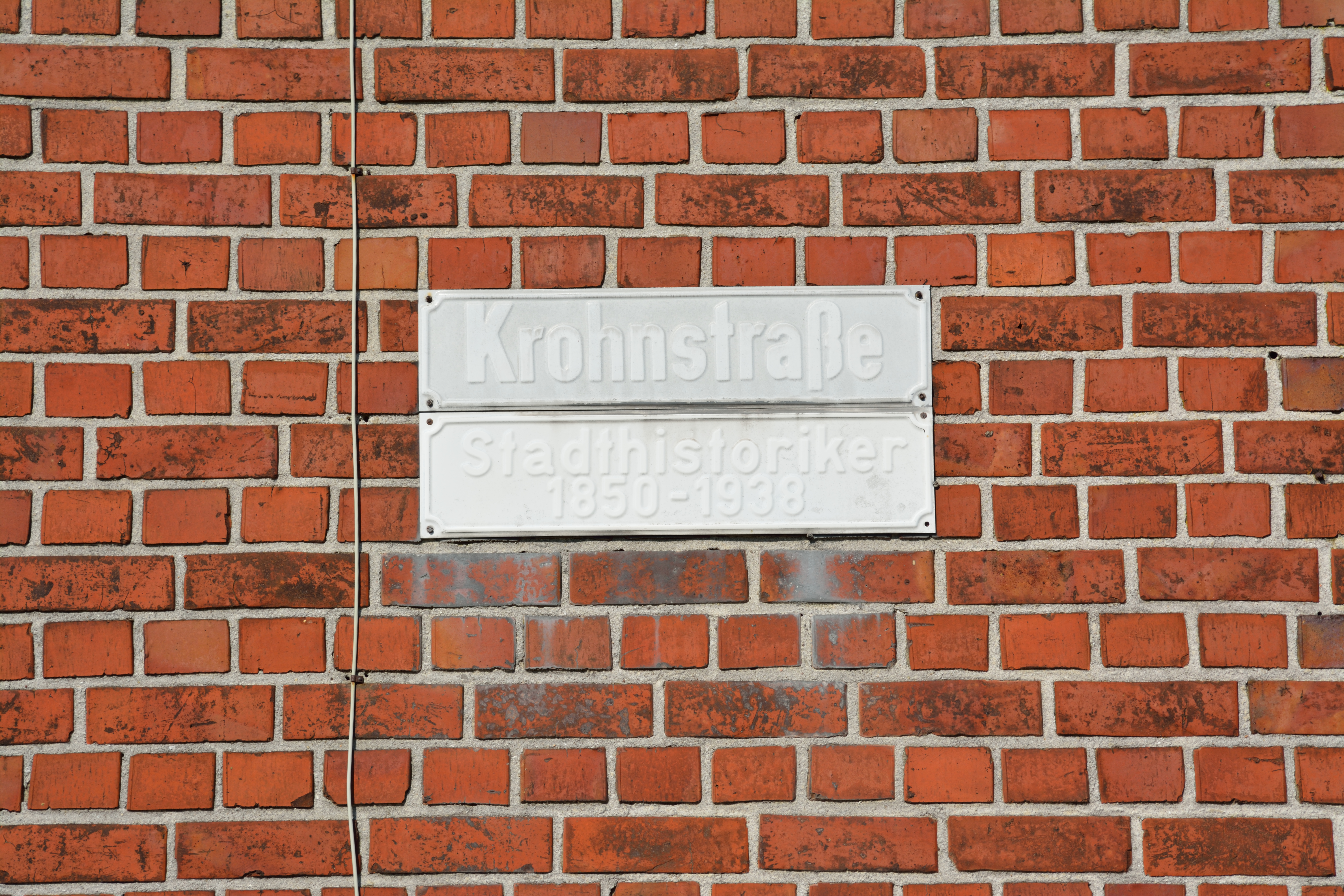
Straßenschild in Itzehoe

Rudolf Krohn (* 1850; † 1938) war ein deutscher Lehrer und Heimatforscher.

## Leben
Krohn war von Beruf Volksschullehrer in Itzehoe. Nachdem er 1882 krankheitsbedingt das Lehramt aufgeben musste, wurde er pensioniert, konnte jedoch seine Pension als Polizeibevollmächtigter der Stadt Itzehoe aufbessern. Später wurde er Leiter des Itzehoer Standesamtes und Stadtsekretär. Er veröffentlichte mehrere Zeitungsartikel, Aufsätze und ein Buch zur Geschichte Itzehoes. Zur Ehrung insbesondere seiner stadthistorischen Tätigkeiten wurde 1930 in Itzehoe die Krohnstraße (zwischen Lornsenplatz und Brunnenstraße) nach ihm benannt.

## Schriften
- Itzehoe's Salzhandel in früherer Zeit. In: Die Heimat. Bd. 27 (1917), Heft 4, April 1917, S. 90f. (Digitalisat).

## Werk (Auszug)
- Der Itzehoer Stadtwald mit Forsthaus Trotzenburg, 1907; Nachdruck Itzehoe 1985.
- Die Pest in Itzehoe vor 200 Jahren und ihre Bekämpfung, in: ZSHG, Bd. 43 (1913), S. 418–425.
- Die klösterliche Himmelfahrtsgilde, in: ZSHG, Bd. 43 (1913), S. 426–430.
- Das Gut Schmabek. Früher im Besitz der Stadt Itzehoe. Ein land- und landwirtschaftliches Kulturbild, Itzehoe 1914. (Digitalisat, PDF, 5,7 MB)
- Die Ölixdorfer Gilde, in: ZSHG, Bd. 45 (1915), S. 303–309.
- Das Gut Pünstorf. Nunmehr im Besitztum der Stadt Itzehoe, Itzehoe, ohne Jahresangabe (Digitalisat, PDF, 4,9 MB).
- Der Hof Basten im Gemeindebezirk der Stadt Itzehoe, in: ZSHG, Bd. 45 (1915), S. 288–302. Im selben Jahr auch als Separatdruck (Digitalisat, PDF, 4,2 MB) erschienen.
- Itzehoes Salzhandel in früherer Zeit, in: Die Heimat, Bd. 27 (1917), S. 91 ff.
- Die Abhaltung des „Ehrlichen Einlagers“ im Rathauskeller zu Itzehoe. Ein Beitrag zur Rechtsgeschichte Schleswig-Holsteins, in: ZSHG, Bd. 55 (1926), S. 479–487.
- Spaziergänge durch Alt-Itzehoe, Itzehoe 1926.
- Spaziergänge durch Alt-Itzehoe (ergänzte Neuausgabe), Münsterdorf 1981, ISBN 3-87980-221-1.

Sowie verschiedene Artikel in Itzehoer Zeitungen.
| Personendaten    | Personendaten                       |
| ---------------- | ----------------------------------- |
| NAME             | Krohn, Rudolf                       |
| KURZBESCHREIBUNG | deutscher Lehrer und Heimatforscher |
| GEBURTSDATUM     | 1850                                |
| STERBEDATUM      | 1938                                |